# اسماعیل شیرین
اسماعیل شیرین (انگلیسی: Ismail Chirine؛ ۱۷ اکتبر ۱۹۱۹ – ۱۴ ژوئن ۱۹۹۴) دیپلمات اهل مصر بود.
وی شوهر دوم فوزیه، همسر اول محمدرضا پهلوی، بود.

## خردسالی
شیرین در ۱۷ اکتبر ۱۹۱۹ در اسکندریه به دنیا آمد. پدرش حسین شیرین (درگذشت ۱۹۳۴) و مادرش پرنسس آمنه بهروز فاضل (۱۹۴۷–۱۸۸۶) بود. مادرش دورگهٔ آلبانیایی-مصری و ترک بود. که وی با علی راتب از اسکندریه دوباره ازدواج کرد و پدرش با گلسون حانم افلاطون ازدواج کرد. عموی وی فرماندار قاهره بود. از ۱۲ سالگی، شیرین ترجیح داد با عمه خود زینب شیرین، همسر حیدر پاشا، زندگی کند.

## مرگ
شیرین در ۱۴ ژوئن ۱۹۹۴ در بیمارستان نظامی اسکندریه درگذشت. وی در قاهره دفن شد.